# Hypena dichromialis
Hypena dichromialis là một loài bướm đêm trong họ Erebidae.